# Karl August Alexander von Drigalski
Karl August Alexander von Drigalski (* 24. Januar 1779 in Berlin; † 14. September 1840 in Posen) war ein preußischer Generalmajor und Kommandeur der 10. Landwehr-Brigade.

## Leben

### Herkunft
Seine Eltern waren Bernhard August von Drigalski (1751–1818) und dessen Ehefrau Marie Charlotte, geborene Steinert († 1824), verwitwete Rolla du Rosey, verwitwete Heinski. Sein Vater diente als Kapitän im Infanterieregiment „von Zweiffel“ und war später Postmeister in Grünberg in Schlesien.

### Militärlaufbahn
Drigalski besuchte das Berliner Kadettenhaus und wurde am 28. März 1797 als Fähnrich mit Patent vom 9. Februar 1797 dem Infanterieregiment „von Lattorff“ der Preußischen Armee aggregiert. Am 18. Januar 1798 avancierte er zum Secondeleutnant und nahm 1806 während des Vierten Koalitionskrieges an der Verteidigung von Glatz teil. Nach dem Frieden von Tilsit wurde er am 18. Januar 1809 Premierleutnant und am 23. September 1809 mit der Wahrnehmung der Geschäfte als Platzmajor von Glatz beauftragt. Am 15. November 1810 wurde er als Adjutant in die Brigade des Oberst Below nach Königsberg versetzt, stieg im Oktober 1811 zum Stabskapitän auf und nahm 1812 am Feldzug gegen Russland teil. Dort kämpfte er in den Gefechten bei Eckau und Friedrichstadt.
Am 10. März 1813 kam er als Adjutant zu Oberst Pirch I. und wurde am 1. Juli 1813 Kapitän. Während der Befreiungskriege nahm Drigalski an der Schlacht bei Großgörschen teil und erhielt für Bautzen das Eiserne Kreuz II. Klasse sowie den Orden des Heiligen Wladimir IV. Klasse. Er kämpfte bei Kulm und erhielt bei Leipzig das Eiserne Kreuz I. Klasse. Ferner war er bei Laon, bekam für Paris den Orden der Heiligen Anna II. Klasse, kämpfte bei Waterloo sowie in den Gefechten bei Haynau, Nollendorf, Jeanvillers, Claye und der Belagerung von Erfurt. Am 12. Juli 1814 wurde er Major und kam an 8. März 1815 als Generaladjutant zu General Bülow von Dennewitz.
Im Jahr 1816 kam er als Adjutant in die Generaladjudantur des I. Armee-Korps nach Königsberg. Am 7. Juli 1818 wurde er in das 3. Infanterie-Regiment versetzt und am 27. August 1818 zum Bataillonskommandeur ernannt. Zugleich fungierte Drigalski von Ende Juli 1821 bis Mitte August 1823 als Präses der Examinations-Kommission und Direktor der Divisionsschule bei der 1. Division. Am 30. März 1824 wurde er mit Patent vom 1. April 1824 zum Oberstleutnant und am 30. März 1829 mit Patent vom 5. April 1829 zum Oberst befördert. Am 30. März 1829 beauftragte man ihn zunächst mit der Führung des 5. Infanterie-Regiments und ernannte Drigalski am 30. März 1830 zum Regimentskommandeur. Daran schloss sich ab dem 30. März 1834 eine Verwendung als Kommandeur der 10. Landwehr-Brigade an. In dieser Stellung wurde ihm anlässlich der Revue von Kalisch Ende September 1835 der Orden des Heiligen Wladimir III. Klasse verliehen. Am 30. März 1836 bekam er seine Beförderung zum Generalmajor. Drigalski erkrankte im Jahr 1839 schwer und musste eine längere Kur durchführen. Am 18. Januar 1840 erhielt er den Roten Adlerorden II. Klasse mit Eichenlaub und am 4. Mai 1840 nochmal 600 Taler vom König für seine Kur. Er starb aber bereits am 14. September 1840 in Posen und wurde am 16. September 1840 dort beigesetzt. Die Witwe erhielt vom König Friedrich Wilhelm IV. neben ihrer Witwenpension noch 300 Taler zusätzlich.

### Familie
Drigalski heiratete am 5. Juli 1808 Friederike Philippine Sophie von Leipziger (1788–1811), die Tochter des Kapitäns von Leipziger. Nach ihrem Tod heiratete er am 3. September 1816 in Grünberg August Wilhelmine Mayburg (1781–1855). Aus den Ehen gingen folgende Kinder hervor:
- Heinrich August Bernhard (1809–1892), Major a. D.
- Zwillinge (* 1811; † jung)
- Friederike (* 1817)
- Wilhelm Karl August Johann Heinrich (1818–1819)
- Albert (1822–1830)